# Георги Нотев
Георги Стефанов Нотев е български диригент.

## Биография
Роден е на 29 октомври 1942 г. в София. През 1968 г. завършва хорово дирижиране при Васил Арнаудов и оркестрово дирижиране при Константин Илиев в Българската държавна консерватория. През 1969 г. специализира оркестрово дирижиране при Николай Рабинович в Ленинградската консерватория, през 1970 г. – при Бруно Мадерна в Залцбург, а в 1972 г. – при Игор Маркевич в Монте Карло. От 1982 г. е преподавател в Българската държавна консерватория. Главен диригент е на Видинската и Плевенската филхармония и Плевенската опера. От 1997 г. е главен диригент на Националната опера и балет. Гост-диригент е в множество театри в Европа и Америка. Прави записи за радиото и телевизията. Умира на 13 декември 2008 г.
Присъдено му е званието Почетен гражданин на Плевен.